# Fernandezina takutu
Fernandezina takutu là một loài nhện trong họ Palpimanidae. Loài này được phát hiện ở Guyana.